# ميخائيل تيورين
ميخائيل تيورين (بالروسية: Тюрин, Михаил Владиславович)‏ (و. 1960 – م) هو مهندس، ورائد فضاء من روسيا . ولد في كولومنا.

## ريادة الفضاء
شارك في المهمات الفضائية:
- STS-105
- البعثة 14
- البعثة 39
- البعثة 38
- البعثة 3
- Soyuz TMA-9
- Soyuz TMA-11M
- STS-108.

## التعليم
تعلم في Moscow Aviation Institute

## جوائز
حصل على جوائز منها:
- بطل الاتحاد الروسي (وسام)
- Medal "For Merit in Space Exploration".